# Boca Chica
Boca Chica è un comune della Repubblica Dominicana di 142.019 abitanti, situato nella provincia di Santo Domingo. Comprende, oltre al capoluogo, un distretto municipale: La Caleta.

## Geografia fisica
Boca Chica si trova sulla costa meridionale della Repubblica Dominicana. Dista 6 chilometri dal porto commerciale della Zona Franca Multi Modal Caucedo di Andres, 11 chilometri dall'Aeroporto Internazionale Las Americas, 19 chilometri dall'autostrada del nord-est che collega Santo Domingo a Samana, 33 chilometri dalla capitale Santo Domingo, 93 chilometri dall'aeroporto internazionale de La Romana. A 17 chilometri da Boca Chica si trova il parco nazionale sottomarino di La Caleta, con il relitto Hickory a 18 metri di profondità, una delle più suggestive immersioni subacquee dei Caraibi.

## La spiaggia
La spiaggia di Boca Chica si affaccia su una baia naturale protetta da una barriera corallina a forma di semicerchio. L'acqua calma, trasparente e poco profonda è particolarmente adatta per la balneazione e gli sport acquatici.

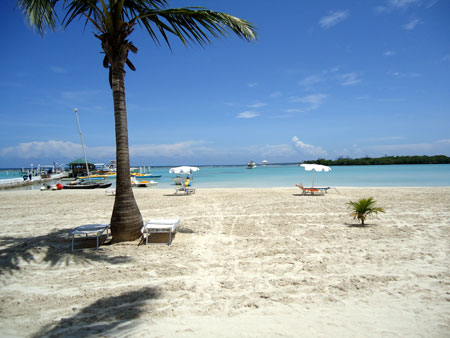
La spiaggia di Boca Chica con il molo delle barche per la pesca d'alto mare

Lungo la spiaggia si trovano numerosi ristoranti e alberghi, centri per le immersioni subacquee e il molo con le barche per la pesca d'alto mare.

## Storia
Il nucleo originale fu fondato nel 1779 con il nome di San José de los Llanos ma il vero sviluppo si ebbe nel XX secolo grazie allo zuccherificio Boca Chica, fondato nel 1916, e allo sviluppo delle piantagioni di canna da zucchero nel decennio 1920 ad opera di un produttore di origine italiana: Don Juan Bautista Vicini Burgos. Sempre in quel periodo, nel 1926, venne costruita la strada che la unisca a Santo Domingo.
Lo sviluppo turistico di Boca Chica inizia nei primi anni cinquanta con la costruzione dell'Hotel Hamaca, voluto dal dittatore Rafael Leónidas Trujillo nel 1949, famoso perché Trujillo qui concesse l'asilo politico al dittatore cubano Fulgencio Batista. Tra gli anni cinquanta e sessanta Boca Chica conosce un nuovo sviluppo urbanistico: nascono le ville dell'alta borghesia dominicana che si affacciano sul mare. Oggi Boca Chica è un moderno e attrezzato centro balneare, che richiama turisti di ogni nazionalità per la sua spiaggia, ricca di tutti i servizi, il clima mite tutto l'anno e l'animata vita notturna.

## Economia
La risorsa principale di Boca Chica è il turismo internazionale e interno, per l'ottima ricettività alberghiera, i numerosi servizi di ristorazione, attività sportive e divertimento. Un'altra importante risorsa è costituita dal DP World Caucedo, porto privato internazionale per il transito, l'importazione e l'esportazione di merci via container con compagnie marittime mondiali, situato in Punta Caucedo, nella zona franca di Andres a soli 5 chilometri dall'aeroporto internazionale Las Americas, a 6 chilometri da Boca Chica e a 25 chilometri da Santo Domingo. È il più importante porto della Repubblica Dominicana e dei Caraibi.